# スティーブ・トレバー
スティーブ・トレバー（英: Steve Trevor）は、DCコミックスの出版するアメリカン・コミックス『ワンダーウーマン』に登場する架空の人物。ウィリアム・モールトン・マーストンによって創造され、1941年の"All Star Comics #8"で初登場した。

## 概要
スティーブ・トレバーは"All Star Comics #8"（1941年12月）でアメリカ陸軍航空部に所属するスパイとして登場した。彼はダイアナ（ワンダーウーマン）が初めて出会った「人間の世界」の住人であり、生身の男性でもあった。スティーブはワンダーウーマンの信頼する友人として、恋の相手として、任務のパートナーとして活躍する。女性キャラクターが主人公のワンダーウーマンにおいて、男性キャラクターのスティーブ・トレバーは囚われの姫君として描かれる。
スティーブ・トレバーがパラダイス島（セミッシラ）に漂着した時、彼は命が助かり女性だけが住む島にたどり着き、まるで天国にいるかのように感じた。そして命を救ってくれたダイアナに「エンジェル」というあだ名をつけた。また、スティーブはダイアナが初めて見た男性として特別に扱われ、スーパーマンやバットマンといったごく限られた男性キャラクターと共に、名誉市民としてアフロディーテの法で厳しく制限されたセミッシラに例外的に立ち入る権利が認められている。

## 書誌情報
| タイトル                             | 収録内容                                    | 刊行日     | ISBN            |
| ------------------------------------ | ------------------------------------------- | ---------- | --------------- |
| Smallville Season 11 Vol.5: Olympus  | Smallville Season 11 #16-19 (Chapter:56-69) | 2014年10月 | 978-1401250768  |
| The Legend of Wonder Woman (Digital) | The Legend of Wonder Woman #1-27            | 2016年12月 | ASIN B01MCXT9S2 |
| The Legend of Wonder Woman Vol.1     | The Legend of Wonder Woman #1-9             | 2017年11月 | 978-1401267285  |

## スピンオフ
ヤング・スーパーマン
テレビドラマ『ヤング・スーパーマン（原題: Smallville）』のその後を描いたコミックのシリーズ『Smallville Season 11』に登場。子供時代に遭難しセミッシラにたどり着いたスティーブ・トレバーが同じく幼いダイアナ（ワンダーウーマン）と出会い、成長していく様子が描かれる。
DCコミックス・ボムシェルズ
第二次世界大戦の時代を舞台に、キャラクターがピンナップガールやディーゼルパンク調にアレンジされたシリーズ。
レジェンド・オブ・ワンダーウーマン
ウィリアム・モールトン・マーストンによるゴールデンエイジの設定をもとに、ワンダーウーマンのオリジンを描いたシリーズ。
DCスーパーヒーロー・ガールズ
メトロポリスの「Capes&Cowls Cafe」で店員として働いている。

## 他のメディア

### 映画
ワンダーウーマン (映画)（2017年）
演 - クリス・パイン、日本語吹替 - 小野大輔
ワンダーウーマン 1984（2020年）
演 - クリス・パイン、日本語吹替 - 小野大輔

### ドラマ
ワンダーウーマン (テレビドラマ)（1975年-1979年）
演 - ライル・ワゴナー、日本語吹替 - 広川太一郎 / 伊武雅刀 / ささきいさお

### アニメ

#### テレビ・ウェブ
スーパーフレンズ（1973年-1986年）
声 - シドニー・ミラー
ジャスティス・リーグ (アニメ)（2001年-2004年）
声 - パトリック・ダフィ
バットマン:ブレイブ&ボールド（2008年-2011年）
声 - シーン・ドネラン
DCスーパーヒーロー・ガールズ（2015年-現在）
声 - ジョシュ・キートン

#### 長編アニメ
ワンダーウーマン (アニメ)（2009年）
声 - ネイサン・フィリオン
ジャスティス・リーグ:アトランティスの進撃（2015年）
声 - ジョージ・ニューバーン